# Berkshire Hathaway

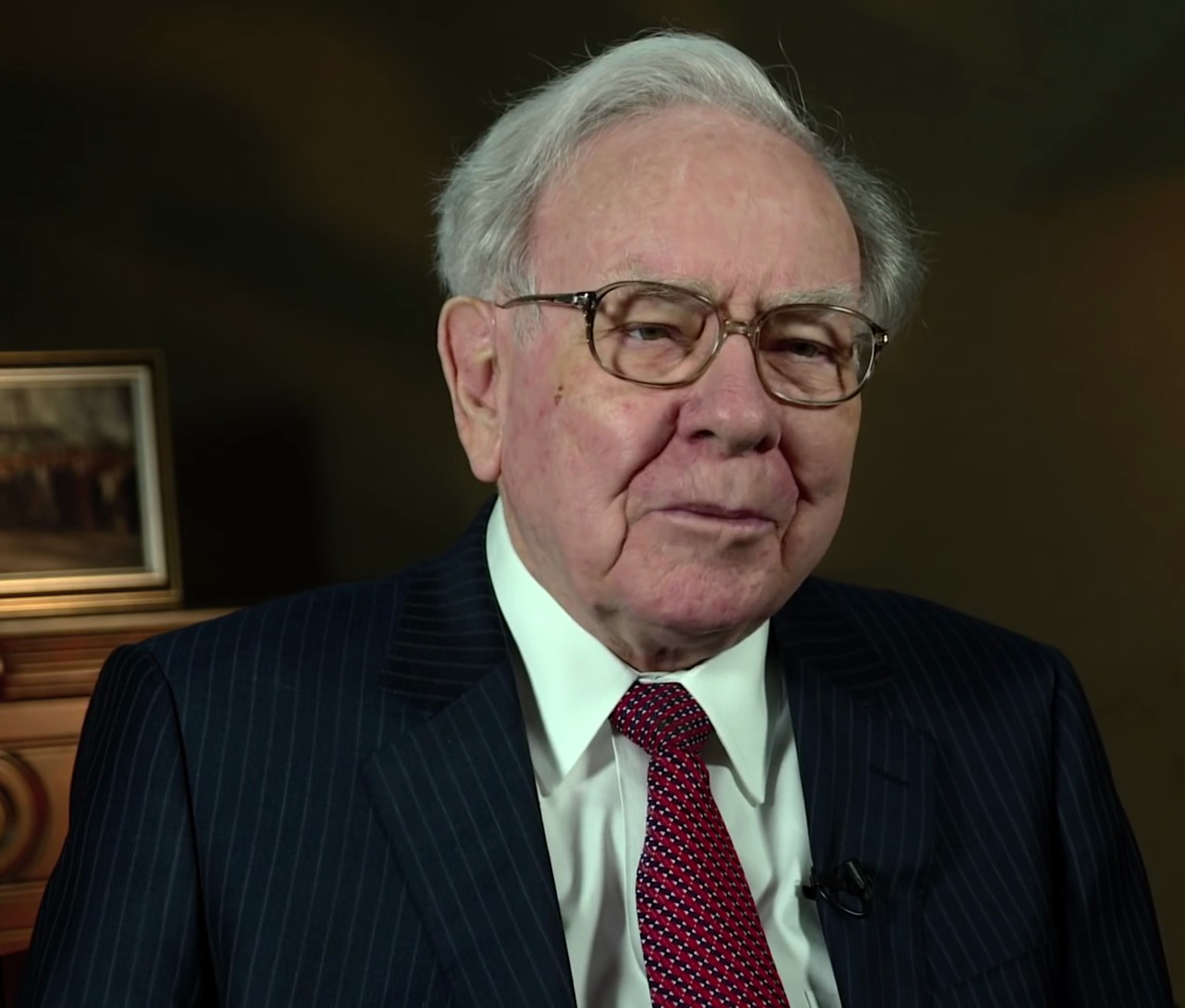
Warren Buffett w 2015 roku

Berkshire Hathaway, Inc. – amerykański konglomerat, jedna z największych spółek publicznych na świecie, z siedzibą w Omaha, w stanie Nebraska. Do głównych obszarów działalności prowadzonej przez spółki zależne należą: ubezpieczenia i reasekuracja, towarowy transport kolejowy, energetyka oraz różnego rodzaju przemysł wytwórczy i handel detaliczny. Od 1970 roku przedsiębiorstwem zarządza jako CEO Warren Buffett.
Według rankingu Global 2000 opublikowanym przez Forbesa w 2022 roku Berkshire Hathaway było 12. pod względem wielkości przychodów (276,1 mld USD) spółką publiczną na świecie, 3. pod względem zysku netto (89,8 mld USD), a 7. pod względem kapitalizacji rynkowej (741,5 mld USD). W 2021 roku przedsiębiorstwo, wraz ze spółkami zależnymi, zatrudniało 372 000 osób, z czego 77% w Stanach Zjednoczonych. W centrali pracuje około 25 osób.
Akcje przedsiębiorstwa notowane są na New York Stock Exchange. Wyemitowane zostały dwie klasy akcji zwykłych – A i B. Akcje klasy B nadają posiadaczom 1/1500 prawa do udziału w zyskach przedsiębiorstwa względem posiadaczy akcji klasy A, oraz 1/10 000 prawa głosu na walnym zgromadzeniu. Akcje klasy A należą do najdroższych w historii akcji giełdowych – w 2020 roku cena pojedynczej akcji wynosiła około 350 000 USD.

## Historia

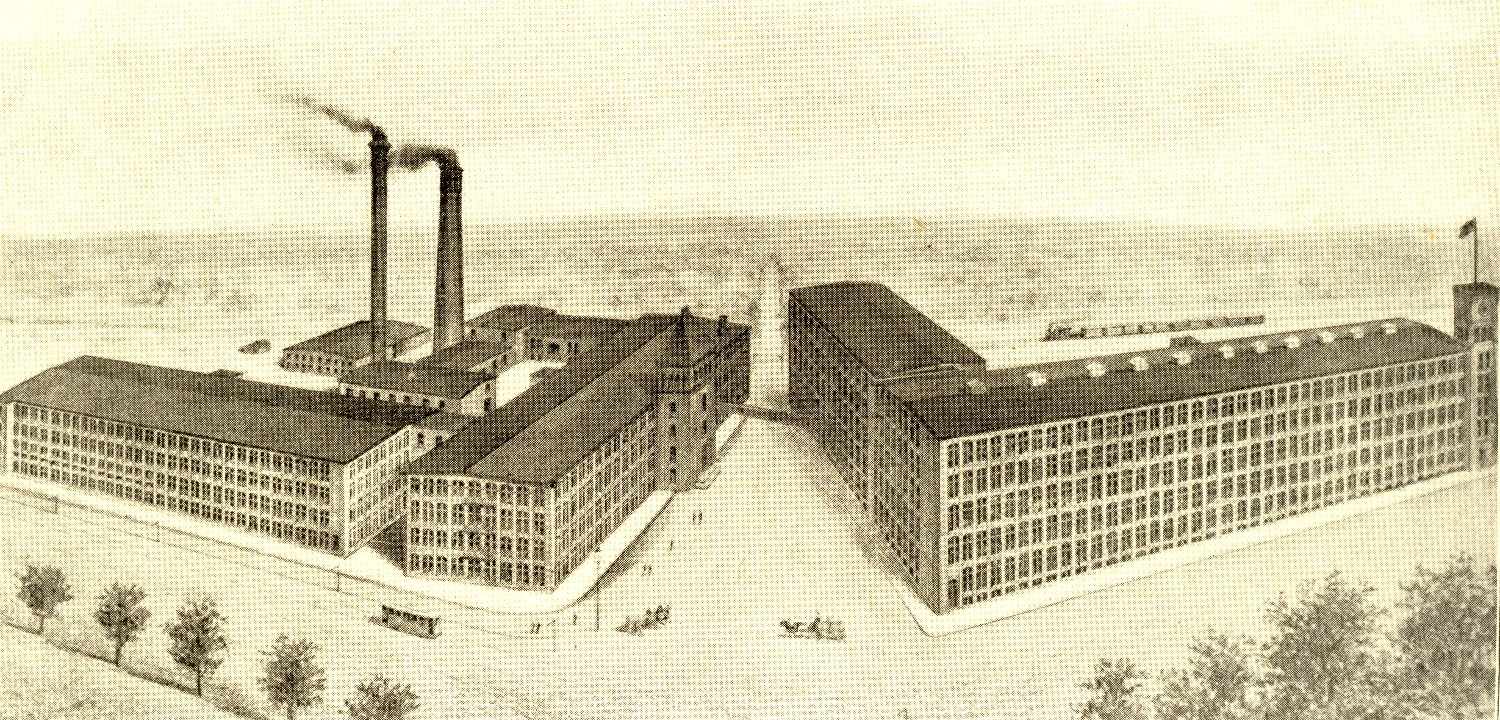
Zakład włókienniczy Berkshire Cotton Manufacturing Company w Adams, w stanie Massachusetts na ilustracji z 1898 roku

Pierwotnie przedsiębiorstwo branży włókienniczej, Berkshire Hathaway powstało w 1955 roku z połączenia dwóch przedsiębiorstw tekstylnych – Berkshire Fine Spinning Associates (zał. 1889) i Hathaway Manufacturing Co. (zał. 1888), prowadzących działalność w stanie Massachusetts. W 1965 roku właścicielem kontrolnego pakietu akcji chylącej się ku upadłości spółki została firma inwestycyjna prowadzona przez Warrena Buffetta. W 1967 roku z jego inicjatywy Berkshire Hathaway stało się właścicielem towarzystwa ubezpieczeniowego National Indemnity Company. Było to pierwsze z wielu przejęć dokonanych przez Berkshire Hathaway, za sprawą których spółka przekształciła się w holding wielobranżowy. W 1985 roku przedsiębiorstwo zaprzestało działalności w branży włókienniczej. Buffett objął funkcje CEO i przewodniczącego rady dyrektorów Berkshire Hathaway w 1970 roku, pełni je do dziś. Wiceprzewodniczącym rady dyrektorów (od 1978 roku) i wieloletnim współpracownikiem Buffetta był Charlie Munger.
W 1996 roku Berkshire Hathaway wyemitowało akcje serii B (ich cena wynosiła 1/30 ceny akcji klasy A) aby umożliwić ich nabywanie inwestorom, dla których akcje klasy A były zbyt drogie.
Berkshire Hathaway na przestrzeni lat nabyło pełnię udziałów w kilkudziesięciu przedsiębiorstwach o różnorakim profilu gospodarczym, a także udziały mniejszościowe w innych spółkach publicznych. Wiele z inwestycji poczynionych przez Berkshire Hathaway pod kierownictwem Buffetta wykorzystywało niską kapitalizację rynkową zakupowanego podmiotu, wynikającą z przejściowych trudności finansowych czy negatywnego sentymentu inwestorów giełdowych.
W latach 1965–2021 średnia roczna stopa zwrotu osiągnięta przez posiadaczy akcji Berkshire Hathaway wynosiła 20,1%, niemal dwukrotnie więcej niż średni roczny wzrost indeksu giełdowego S&P 500 (10,5%). Z tego też względu Warren Buffett uznawany jest za jednego z najbardziej skutecznych inwestorów w historii.

## Struktura przedsiębiorstwa

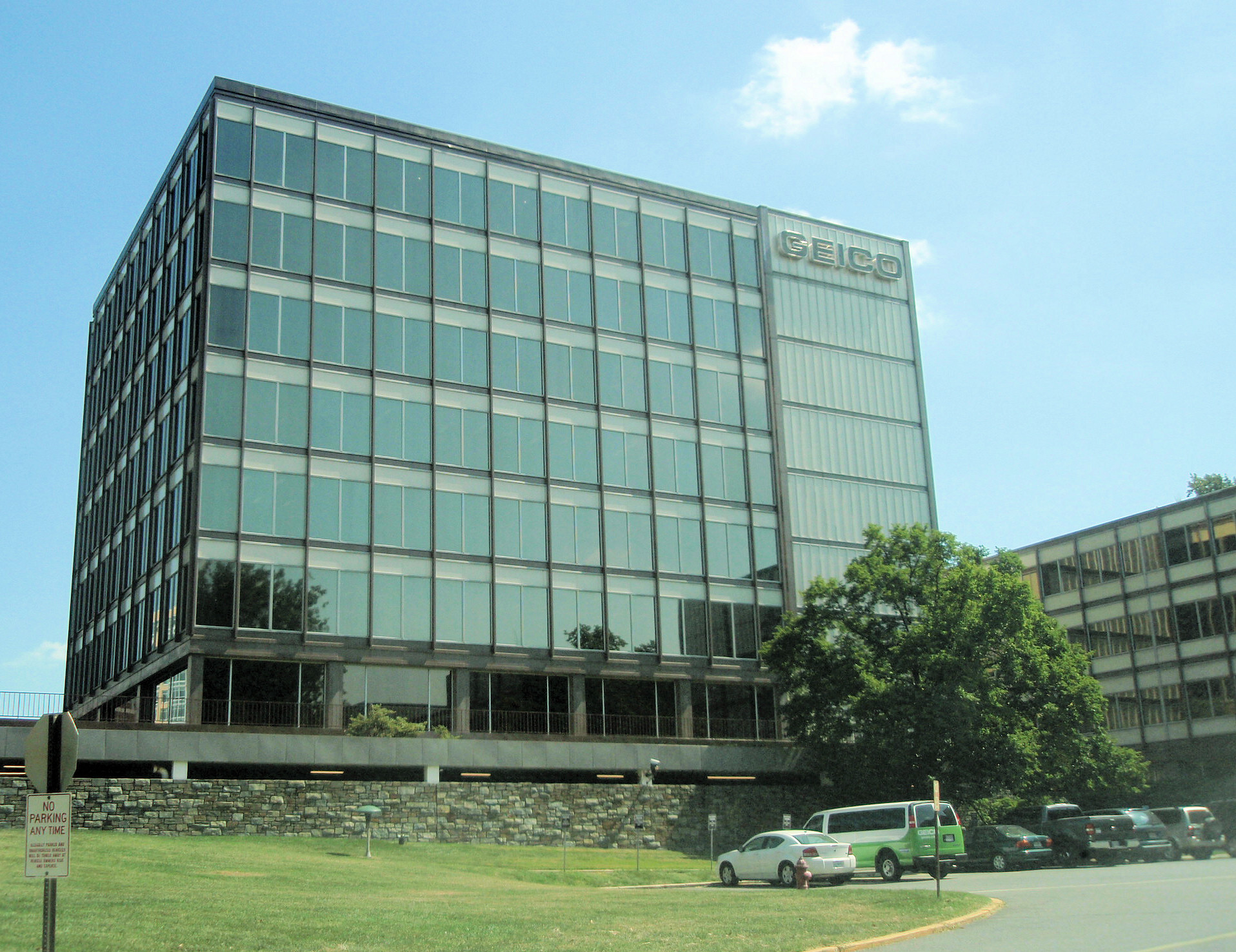
Siedziba towarzystwa ubezpieczeniowego GEICO

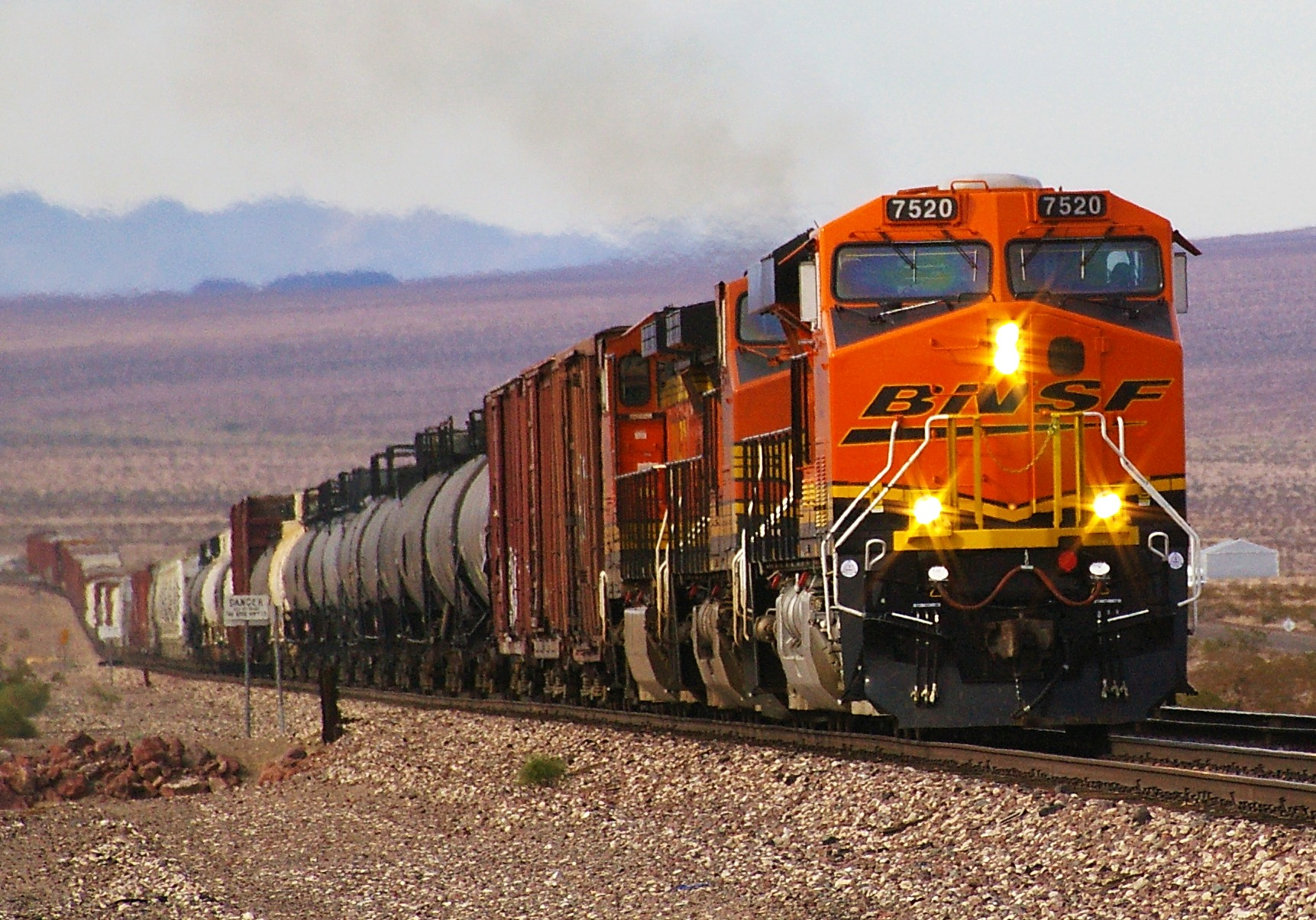
Pociąg kolei BNSF

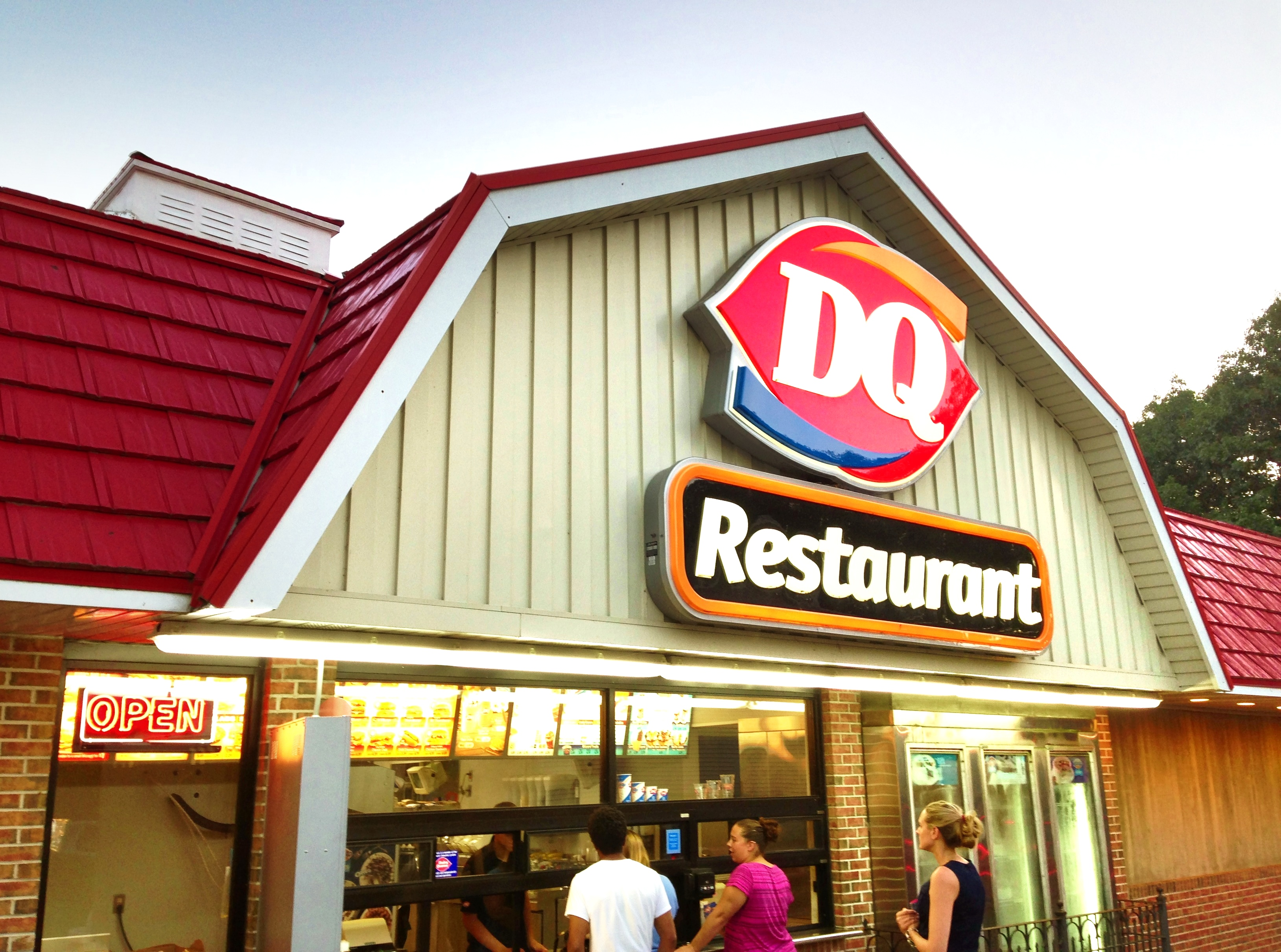
Restauracja sieci Dairy Queen

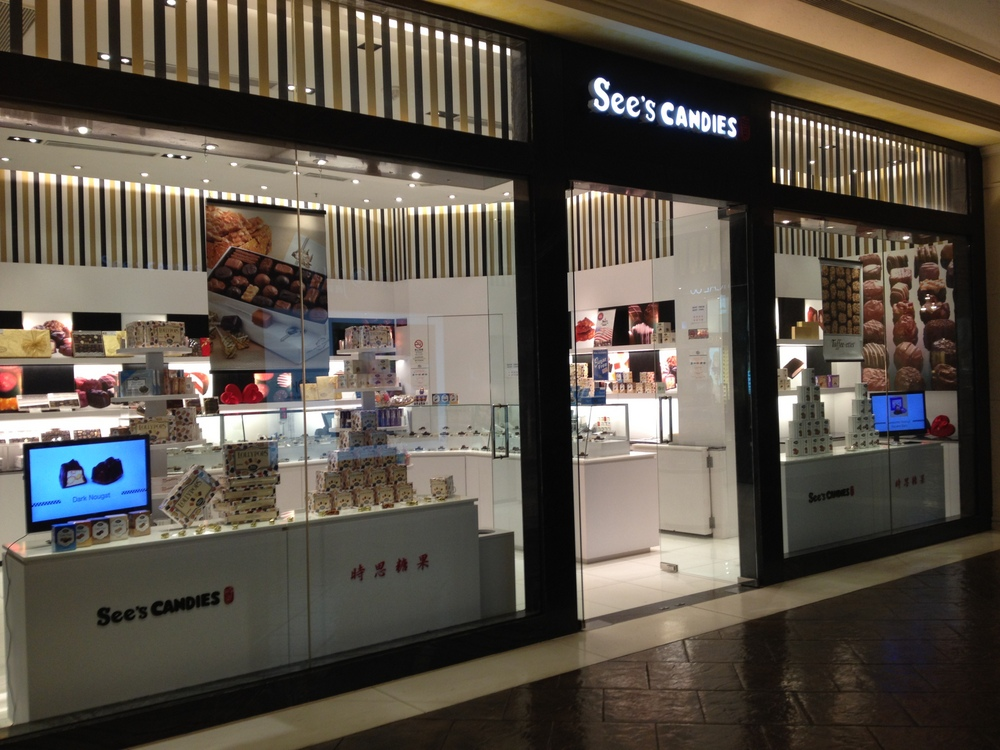
Cukiernia See's Candies

### Spółki zależne
W 2021 roku Berkshire Hathaway było właścicielem następujących spółek zależnych:
Ubezpieczenia
- GEICO(inne języki) – detaliczne ubezpieczenia komunikacyjne
- Berkshire Hathaway Primary Group – ubezpieczenia korporacyjne, w tym m.in. odpowiedzialności cywilnej, pracownicze i nieruchomości
- Berkshire Hathaway Reinsurance Group (BHRG) – reasekuracja

Transport kolejowy
- Burlington Northern Santa Fe, LLC (BNSF) – towarowy transport kolejowy w Stanach Zjednoczonych i Kanadzie

Energetyka
- Berkshire Hathaway Energy Company(inne języki) (BHE, 91,9% udziałów) – produkcja i dystrybucja energii elektrycznej, dystrybucja gazu ziemnego, pośrednictwo w obrocie nieruchomościami mieszkaniowymi

Produkty przemysłowe
- Precision Castparts Corp.(inne języki) (PCC) – obróbka metali, w tym wyrób podzespołów dla przemysłu lotniczego i energetycznego
- Lubrizol Corporation(inne języki) – produkcja smarów i innych substancji chemicznych oraz tworzyw sztucznych
- International Metalworking Companies(inne języki) (IMC) – produkcja narzędzi do obróbki metali
- Marmon Holdings, Inc.(inne języki) – wielobranżowa produkcja urządzeń przemysłowych, podzespołów i półproduktów, m.in. na potrzeby branży budowlanej, transportowej, medycznej, gastronomicznej; wynajem wagonów kolejowych i dźwigów
- CTB International Corp.(inne języki) – produkcja urządzeń dla rolnictwa i przemysłu spożywczego

Produkty budowlane
- Clayton Homes(inne języki) – budowa domów, usługi finansowe i ubezpieczeniowe związane z nieruchomościami
- Shaw Industries Group, Inc.(inne języki) – produkcja dywanów i posadzek
- Johns Manville Corporation(inne języki) (JM) – produkcja materiałów do ocieplania budynków oraz pokryć dachowych
- MiTek Industries Inc. – produkcja komponentów budowlanych
- Benjamin Moore & Co.(inne języki) – produkcja farb
- Acme Brick Company(inne języki) – produkcja cegieł i innych produktów murarskich

Produkty konsumenckie
- Fruit of the Loom(inne języki) – produkcja odzieży
- Garan, Inc. – produkcja i sprzedaż detaliczna odzieży dziecięcej
- BH Shoe Holdings Group – produkcja obuwia
- Forest River, Inc.(inne języki) – produkcja samochodów i przyczep kempingowych i innych, autobusów i łodzi pontonowych
- Duracell Company – produkcja baterii alkalicznych
- Albecca Inc. – produkcja ram do obrazu
- Richline Group, Inc. – produkcja i dystrybucja biżuterii oraz wyrobów z metali szlachetnych i nieszlachetnych oraz kamieni szlachetnych

Usługi
- McLane Company, Inc.(inne języki) – handel hurtowy i dystrybucja żywności
- FlightSafety International Inc.(inne języki) – szkolenia lotnicze, produkcja symulatorów lotu
- NetJets Inc.(inne języki) – wynajem samolotów biznesowych na zasadach współposiadania
- TTI, Inc.(inne języki) – dystrybucja podzespołów elektronicznych
- XTRA Corporation – wynajem naczep
- International Dairy Queen Inc. – sieć fast food

Handel detaliczny
- Berkshire Hathaway Automotive, Inc. – sprzedaż detaliczna samochodów nowych i używanych
- Nebraska Furniture Mart Inc.(inne języki) – sprzedaż detaliczna mebli, elektroniki użytkowej i artykułów gospodarstwa domowego
- RC Willey Home Furnishings(inne języki) – sprzedaż detaliczna mebli, elektroniki użytkowej i artykułów gospodarstwa domowego
- Star Furniture Company(inne języki) – sprzedaż detaliczna mebli
- Jordan’s Furniture, Inc.(inne języki) – sprzedaż detaliczna mebli
- Borsheim’s Fine Jewelry(inne języki) – sprzedaż detaliczna biżuterii
- See’s Candy Shops, Incorporated(inne języki) – produkcja i sprzedaż detaliczna czekoladek i innych słodyczy
- The Pampered Chef, Ltd.(inne języki) – sprzedaż detaliczna przyrządów kuchennych
- Oriental Trading Company(inne języki) – sprzedaż detaliczna artykułów dekoracyjnych, zabawek i podobnych produktów
- Detlev Louis Motorrad – sprzedaż odzieży motocyklowej oraz podzespołów do motocykli w Niemczech i krajach ościennych

### Udziały mniejszościowe
W 2021 roku Berkshire Hathaway było udziałowcem mniejszościowym w innych spółkach publicznych, w tym:

- American Express Company (19,9%)
- Apple Inc. (5,6%)
- Bank of America Corp. (12,8%)
- The Bank of New York Mellon Corp. (8,3%)
- BYD Co., Ltd. (7,7%)[a]
- Charter Communications, Inc.(inne języki) (2,2%)
- Chevron Corporation (2,0%)
- The Coca-Cola Company (9,2%)
- General Motors Company (3,6%)
- ITOCHU Corporation(inne języki) (5,6%)
- The Kraft Heinz Company(inne języki) (26,6%)
- Mitsubishi Corporation (5,5%)
- Mitsui & Co., Ltd.(inne języki) (5,7%)
- Moody’s Corporation (13,3%)
- U.S. Bancorp(inne języki) (9,7%)
- Verizon Communications Inc. (3,8%)

Dodatkowo Berkshire Hathaway było mniejszościowym udziałowcem w sieci stacji paliw Pilot Corporation (38,6%), która nie jest spółką giełdową.